# Jamieson Place (Calgary)
Jamieson Place ist ein 172 Meter hohes Bürogebäude in Calgary, Alberta, Kanada. Die Bauarbeiten des Gebäudes begannen im Jahre 2007. Das Gebäude wurde 2010 eröffnet und verfügt über 38 Etagen sowie über ein Fitnesszentrum und einen Wintergarten. Es wurde von  Gibbs Gage Architects entworfen. Die Fassade besteht aus Granit und Glas. Das Gebäude befindet sich auf einem dreistöckigen Podium, welches für die Öffentlichkeit zugänglich ist. Namensgeber war Alice Jamieson, eine kanadische Feministin, die sich 1913 für politische und soziale Gleichheit der Geschlechter starkmachte.
Das Bürogebäude ist an Calgarys +15 Skywalk System, einem Fußgänger-Skywalk, der zahlreiche Gebäude in der Stadt verbindet, angeschlossen.